# Disembowelment
Disembowelment, oft diSEMBOWELMENT geschrieben, war eine australische Death-Doom-Band, die von 1989 bis 1993 aktiv war. Trotz dieser Kurzlebigkeit und ihres schmalen Werkes war die Band einflussreich, so gelten sie als Pioniere des Funeral Doom.

## Geschichte
Gegründet wurde die Band 1989 von Renato Gallina und Paul Mazziotta, zuvor aktiv in der Band Bacteria. Gemeinsam mit Dean Ruprich als Studiomusiker am E-Bass, nahm das Duo 1990 das erste Demo auf, Mourning September.
1991 folgte das zweite Demoband, Deep Sensory Procession into Aural Fate, das ihnen einen Vertrag mit dem amerikanischen Label Relapse Records sicherte. Dort wurde zuerst eine EP veröffentlicht, Dusk, für das die zwei Stücke des Demotapes von 1991 mit einem weiteren Stück von 1992 (Cerulean Transience of All My Imagined Shores) kombiniert wurde.
Inzwischen durch Jason Kells an der Gitarre und Matthew Skarajew am Bass verstärkt, nahm die Band dann 1993 ihr einziges Album Transcendence into the Peripheral auf, das zur Hälfte aus Neuaufnahmen bereits veröffentlichter Stücke bestand. Kurz nach der Veröffentlichung des Albums löste sich die Band auf. Disembowelment sind niemals live aufgetreten.
2005 erschien eine Box mit allen Aufnahmen der Band. Skarajew und Mazziotta taten sich 2010 zusammen, komplettierten eine Band namens d.USK, später Inverloch, und traten so beim Roadburn Festival auf, wo sie das gesamte Studioalbum spielten.

## Diskografie
- 1990: Mourning September (Demotape)
- 1991: Deep Sensory Procession into Aural Fate (Demotape)
- 1991: Official Rehearsal 24-3-91 (Demotape)
- 1992: Dusk (EP)
- 1993: Transcendence into the Peripheral (Album)
- 2005: Disembowelment (2×CD/3×CD Kompilation)